# 中央三井信不動産
中央三井信不動産株式会社（ちゅうおうみついしんふどうさん）は、かつて存在した日本の不動産会社。
中央三井信託銀行グループに属していたが、住友信託銀行と中央三井信託銀行との合併に伴い、2012年（平成24年）4月1日に住友信託銀行グループのすみしん不動産を存続会社として合併し、消滅した。

## 沿革
- 1986年12月 - 中信住宅販売株式会社設立（中央信託銀行系）。
- 1988年12月 - 三信住宅販売株式会社設立（三井信託銀行系）。
- 2001年10月 - 中信住宅販売と三信住宅販売が合併し、中央三井住宅販売株式会社として発足。
- 2006年 - 商号を中央三井信不動産株式会社に改称
- 2012年4月1日 - すみしん不動産株式会社を存続会社として合併、三井住友トラスト不動産株式会社が発足。